# Toyota Stadium (Texas)
Toyota Stadium (voormalige benaming Pizza Hut Park) is een multifunctioneel stadion met 21.193 zitplaatsen. Het stadion is gebouwd door, en is het eigendom van de noordelijke voorstad van Dallas, Frisco. Het stadion wordt voornamelijk gebruikt door het Major League Soccer team FC Dallas, die van de Cotton Bowl uit het centrum van Dallas naar de snel groeiende voorstad verhuisde. De voormalige naam van het stadion komt van de grote pizzaketen Pizza Hut, waarvan het hoofdkantoor in Dallas is gevestigd.

## Geschiedenis
Het stadion, waarvan de bouw $80 miljoen kostte, opende op 6 augustus 2005. De openingswedstrijd tussen FC Dallas en Red Bull New York eindigde in een 2-2 gelijkspel. Het stadion heeft 21.193 zitplaatsen en een permanent podium voor concerten. FC Dallas Stadium wordt ook gebruikt voor evenementen zoals high school American Football. Het stadion heeft 18 luxe suites en ongeveer 1825 vierkante meter privéterrein.
Het stadion werd op 13 november 2005 gebruikt voor de bekerfinale van Major League Soccer, waarin Los Angeles Galaxy New England Revolution versloeg met 1-0. Het was ook gebruikt voor de bekerfinale in 2006, waarin de Houston Dynamo na 1-1 New England Revolution in de penalty's versloeg (4-3).
Het complex heeft ook 17 grasvelden (gras en kunstgras) met stadionkwaliteit. Deze velden worden als oefenvelden gebruikt door de reserven van FC Dallas en voor voetbaltoernooien voor de jeugd.
Het stadion heeft een aantal bijnamen. "PHP" (spreek uit: pie-eetsj-pie), "The Hut" en "The Oven" zijn de meest gebruikte bijnamen voor het stadion. De bijnaam "The Oven" heeft het stadion te danken aan de hete Texaanse zomermiddagen en aan het feit dat het veld onder grondniveau ligt.

### CONCACAF Gold Cup
Dit stadion is verschillende keren uitgekozen als gaststadion tijdens een toernooi om de Gold Cup, het voetbaltoernooi voor landenteams van de CONCACAF. Tijdens de Gold Cup van 2015, 2017, 2019 en 2021 was dit stadion een van de stadions waar voetbalwedstrijden werden gespeeld.
| 1  | 7 juli 2015  | Panama – Haïti                   | 1 – 1 | Groepsfase | 22.357 |  |  |
| 2  | 7 juli 2015  | Verenigde Staten – Honduras      | 2 – 1 | Groepsfase | 22.357 |  |  |
|    |              |                                  |       |            |        |  |  |
| 3  | 14 juli 2017 | Costa Rica – Frans-Guyana        | 3 – 0 | Groepsfase |        |  |  |
| 4  | 14 juli 2017 | Canada – Honduras                | 0 – 0 | Groepsfase | 10.048 |  |  |
|    |              |                                  |       |            |        |  |  |
| 5  | 20 juni 2019 | Nicaragua – Haïti                | 0 – 2 | Groepsfase | 7.000  |  |  |
| 6  | 20 juni 2019 | Costa Rica – Bermuda             | 2 – 1 | Groepsfase | 7.000  |  |  |
|    |              |                                  |       |            |        |  |  |
| 7  | 11 juli 2021 | El Salvador – Guatemala          | 2 – 0 | Groepsfase | 8.494  |  |  |
| 8  | 14 juli 2021 | Trinidad en Tobago – El Salvador | 0 – 2 | Groepsfase | 8.494  |  |  |
| 9  | 18 juli 2021 | Martinique – Haïti               | 1 – 2 | Groepsfase |        |  |  |
| 10 | 18 juli 2021 | Guatemala – Trinidad en Tobago   | 1 – 1 | Groepsfase |        |  |  |